# Álgebra de Heyting

Un álgebra de Heyting que no es booleana

En matemáticas, las álgebras de Heyting, creadas por Arend Heyting, son conjuntos parcialmente ordenados especiales que generalizan álgebras de Boole. Las álgebras de Heyting se presentan como modelos de la lógica intuicionista, una lógica en la cual la ley del tercero excluido no es válido. Las álgebras completas de Heyting son un objeto central de estudio en topología sin puntos.  

## Definiciones  formales
Un álgebra de Heyting H es un reticulado acotado tal que para todo a y b en H hay un mayor elemento x de H tal que a ^ x ≤ b.  Este elemento se llama el  seudo-complemento relativo de a con respecto a b, y es denotado a=>b (o a⇒b). 
Una definición equivalente puede darse considerando las funciones fa: H → H definidas por fa(x) = a^x, para algún  a (fijo) en H. Un reticulado acotado H es un álgebra de Heyting si y sólo si todas las funciones fa son el adjunto inferior de una conexión de Galois monótona.  En este caso los adjuntos superiores respectivos ga son dados por ga(x) = a=>x, donde => se define como arriba.  
Un álgebra completa de Heyting es un álgebra de Heyting que es un retículo completo.  
En cualquier álgebra de Heyting, uno puede definir el seudo-complemento  ¬x de un cierto elemento x haciendo ¬x = x=>0, donde 0 es el menor elemento del álgebra de Heyting.  
Un elemento x de un álgebra de Heyting se llama regular si x = ¬¬x.

## Propiedades
Las álgebras de Heyting son siempre distributivas.  Esto se establece a veces como axioma, pero de hecho se sigue de la existencia de seudo-complementos relativos.  La razón es que como ^  es el adjunto inferior de una conexión de Galois, preserva todos los supremos existentes.  La distributividad es precisamente la preservación de los supremos binarios por ^. 
Además, por un argumento similar, la ley distributiva infinita siguiente se sostiene en cualquier álgebra completa de Heyting:
x ^ VY = V{x ^ y : y en Y},
para cualquier elemento x en H y cualquier subconjunto Y de H.
No toda álgebra de Heyting satisface las dos leyes de De Morgan. Sin embargo, las proposiciones siguientes son equivalentes para todas las álgebras de Heyting H:  
1. H satisface ambas leyes de De Morgan.
2. ¬(x ^ y)  = ¬x v ¬y, para todo x, y en H.
3. ¬x v ¬¬x = 1 para todo x en H.
4. ¬¬(x v y) = ¬¬x v ¬¬y para todo x, y en H.

El seudocomplemento de un elemento x de H es el supremo del conjunto {y : y ^ x=0} y pertenece a este conjunto (es decir x ^ ¬x=0).  Las álgebras booleanas son exactamente las álgebras de Heyting en las cuales x = ¬¬x para todo x, o, equivalentemente, en el cual x v ¬x = 1 para todo x.  En este caso, el elemento a = > b es igual al ¬a v b.  
En cualquier álgebra de Heyting, el menor y el mayor elemento 0 y 1 son regulares.  Además, los elementos regulares de cualquier álgebra de Heyting constituyen un álgebra booleana.  

## Ejemplos
- cada conjunto totalmente ordenado que es un reticulado acotado es también un álgebra completa de Heyting, donde ¬0 = 1 y ¬a = 0 para todo a con excepción de 0.

- Cada topología proporciona un álgebra completa de Heyting en forma de su reticulado de abiertos.  En este caso, el elemento A => B es el interior de la unión de Ac y B, donde Ac denota el complemento del conjunto abierto A.  No todas las álgebras completas de Heyting son de esta forma.  Estos temas se estudian en topología sin puntos, donde las álgebras completas de Heyting también se llaman marcos o locales.

- El álgebra de Lindenbaum de la lógica intuicionista proposicional es un álgebra de Heyting.  Se define como el conjunto de todas los fórmulas de la lógica proposicional, ordenado vía el condicional lógico:  para cualesquiera dos fórmulas F y G tenemos F≤G si y sólo si F |= G.  En esta etapa ≤  es simplemente un preorden que induce un orden parcial que es el álgebra deseada de Heyting.